# Алідада

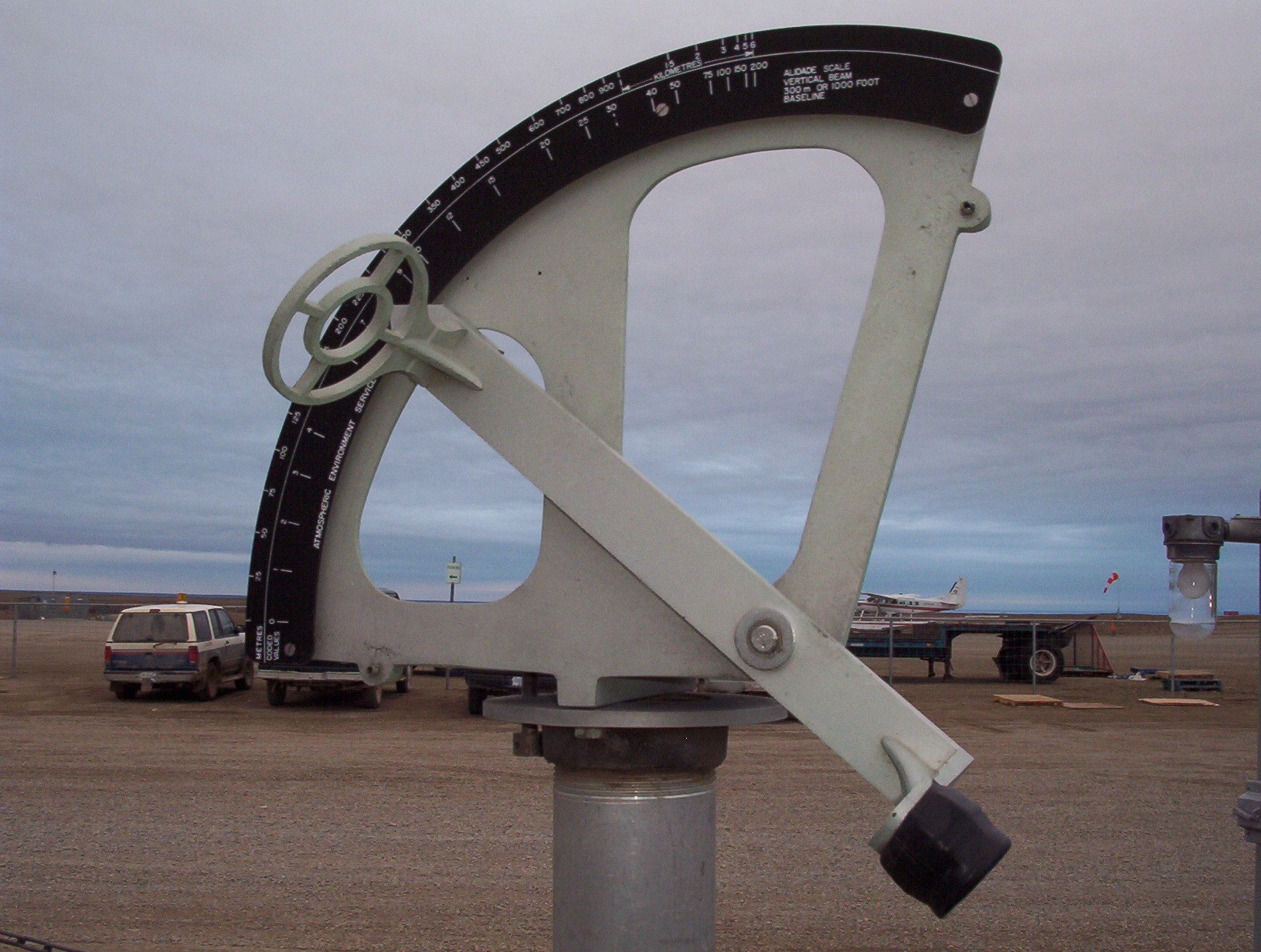
Проста алідада

Алідада (рос. алидада, англ. alidada, нім. Alhidade) — частина астрономічного або геодезичного кутомірного приладу у вигляді лінійки чи круга, які обертаються всередині лімба навколо однієї з ним осі і несуть на собі навідний, візувальний (чи орієнтувальний) і відліковий пристрої. У сучасних приладах, які застосовуються для виміру горизонтальних і вертикальних кутів, розрізнюють алідади горизонтального і вертикального кругів.

## Походження
Слово арабською мовою (الحلقة العضدية al-ḥilqa al-ʿaḍudiyya, «лінійка»), означає такий самий пристрій. В грецькій і латинській, цей пристрій відповідно називався δίοπτρα, «діоптра», і linea fiduciae, «пряма із шкалою».
Найдавніші алідади складалися із вказівниками з кожного боку. Кожен вказівник (стрілка, зазублина) має отвір, щілину або інший вказівник через, який можна споглядати віддалений об'єкт. також алідада має позначки, що вказують позицію на шкалі. Алідади виробляли з дерева, кістки, латуні та інших матеріалів.